# Ecomuseo tra il Chiese, il Tartaro e l'Osone

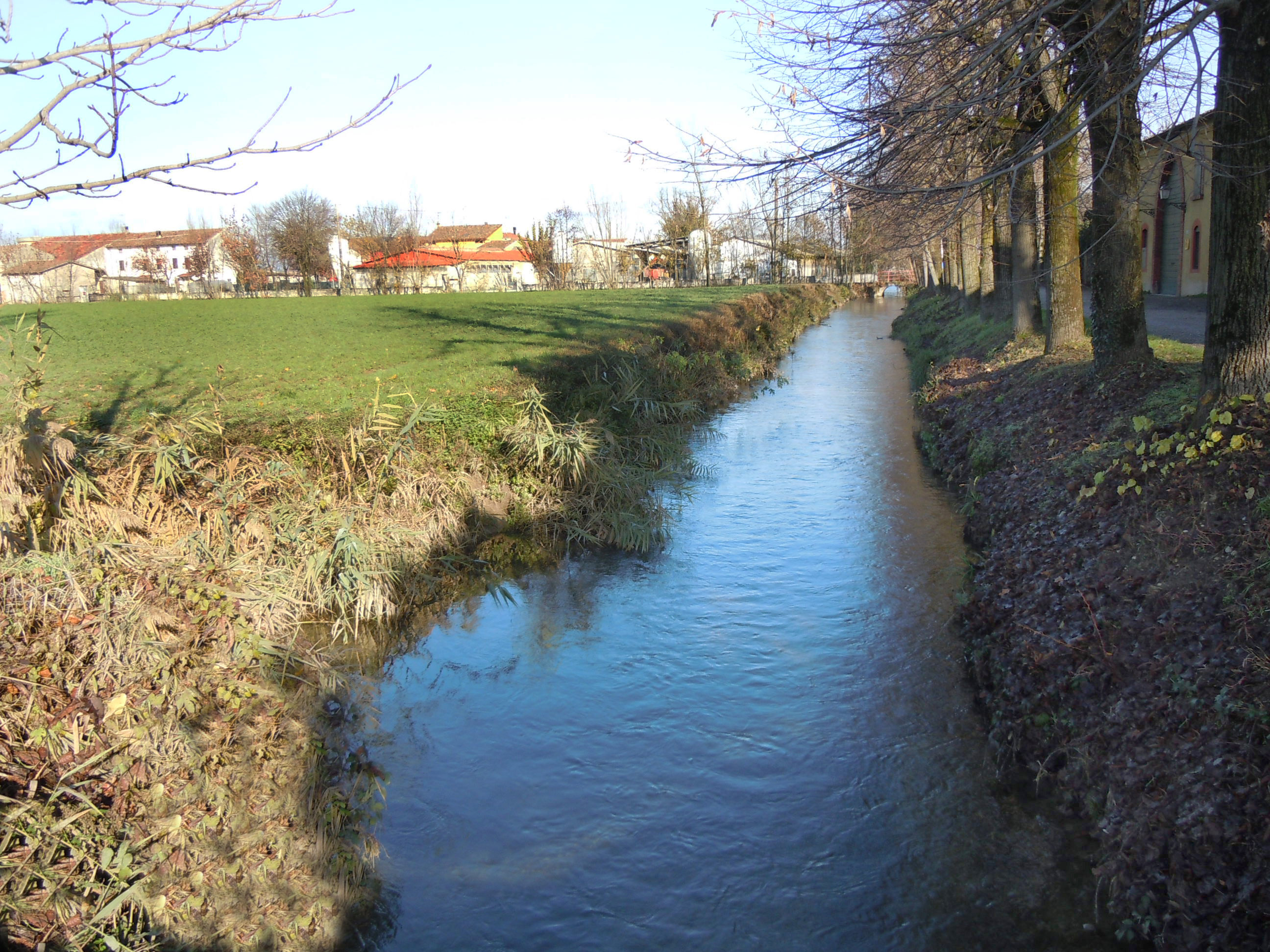
Torrente Osone nei pressi di Castel Goffredo

L'Ecomuseo tra il Chiese, il Tartaro e l'Osone è un ecomuseo della provincia di Mantova, nato con lo scopo di documentare, conservare e valorizzare la memoria storica e l’identità del territorio nelle sue manifestazioni materiali ed immateriali. È riconosciuto dalla Legge Regionale della Lombardia del 12 luglio 2007 n. 13 “Riconoscimento degli ecomusei per la valorizzazione della cultura e delle tradizioni locali ai fini ambientali, paesaggistici, culturali, turistici ed economici”.

## Promotori
- Comune di Asola
- Comune di Casalmoro
- Comune di Casaloldo
- Comune di Castel Goffredo
- Comune di Ceresara
- Comune di Gazoldo degli Ippoliti
- Comune di Mariana Mantovana
- Comune di Piubega
- Comune di Redondesco
- Parrocchia di Casaloldo
- Parrocchia di Castel Goffredo
- Parrocchia di Gazoldo degli Ippoliti

## Musei del territorio
- Museo d'arte moderna e contemporanea dell'Alto Mantovano a Gazoldo degli Ippoliti
- Museo delle Cere della Postumia a Gazoldo degli Ippoliti
- Museo civico Goffredo Bellini ad Asola
- MAST Castel Goffredo
- Ecomuseo Valli Oglio Chiese

## Percorsi
- Percorso Artistico Religioso - Chiese e oratori campestri
- Percorso Artistico Museale - Teatri, musei e collezioni private
- Percorso Etnografico - Casali, castelli, torri e mulini
- Percorso Paesaggistico - Itinerari ciclopedonali, aree archeologiche e oasi naturali